# Liste de radiotélescopes

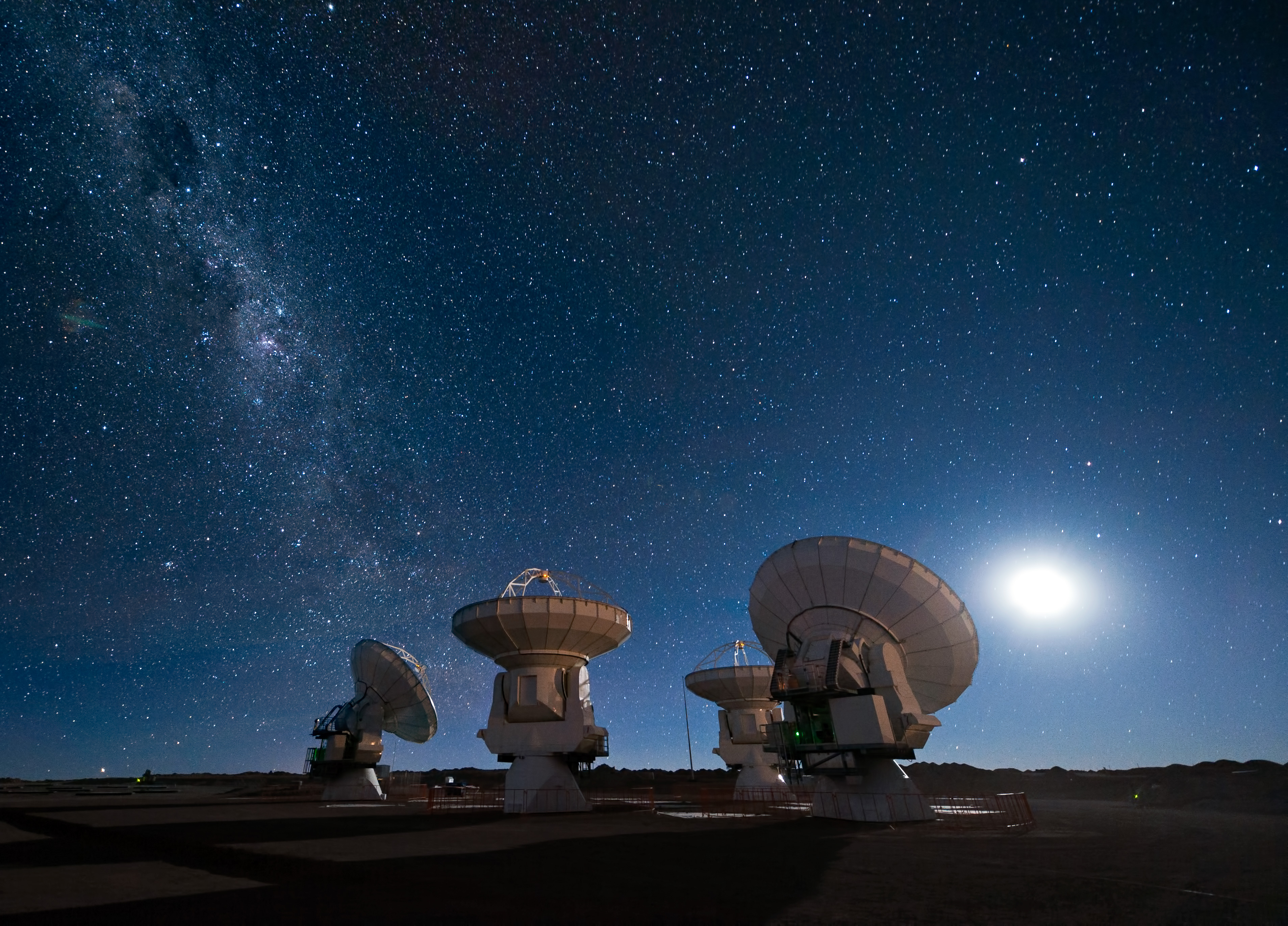
Quatre radiotélescopes du grand réseau d'antennes millimétrique/submillimétrique de l'Atacama (ALMA).

Voici une liste de radiotélescopes notables. Elle inclut à la fois des radiotélescopes composés d'une simple coupole et les interféromètres. La liste est d'abord divisée en fonction du lieu (continents, océans, espace) et des radiotélescopes en construction et ceux en projet. Elle est ensuite classée en fonction du nom, de la région et de la plage de fréquences d'observation.

## Afrique
| Nom                                                                | Lieu                                                             | Pays           | Plage de fréquences | Remarques                                                                    |
| ------------------------------------------------------------------ | ---------------------------------------------------------------- | -------------- | ------------------- | ---------------------------------------------------------------------------- |
| AVN-Ghana                                                          | Kuntunse                                                         | Ghana          | 3,8–6,4, 5, 6.7 GHz |                                                                              |
| C-BASS South                                                       | Carnarvon (Province du Cap-Nord) (en)                            | Afrique du Sud | 4,5 - 5,5 GHz       | Coupole de 7,6 m couplée à un polarimètre.                                   |
| HartRAO 26 m                                                       | Observatoire de radioastronomie de Hartebeesthoek, Johannesbourg | Afrique du Sud | 1,66–23 GHz         | Antenne de 26 m.                                                             |
| HartRAO XDM                                                        | Observatoire de radioastronomie de Hartebeesthoek, Johannesbourg | Afrique du Sud | 2,3 - 8,65 GHz      | Modèle de 15 m construit originellement comme démonstrateur pour le MeerKAT. |
| Indlebe                                                            | Université de technologie de Durban, Durban                      | Afrique du Sud | 1 420 MHz           | Réflecteur parabolique de 5 mètres.                                          |
| KAT-7                                                              | Carnarvon (Province du Cap-Nord) (en)                            | Afrique du Sud | 1 200-1 950 MHz     | Sept antennes de 12 mètres.                                                  |
| MeerKAT                                                            | Carnarvon (Province du Cap-Nord) (en)                            | Afrique du Sud | 0,58 - 14,5 GHz     | Précurseur du Square Kilometre Array.                                        |
| Precision Array for Probing the Epoch of Reionization (en) (PAPER) | Carnarvon (Province du Cap-Nord) (en)                            | Afrique du Sud | 100 - 200 MHz       | 64 antennes                                                                  |

## Amérique du Nord
| Nom                                                                | Lieu                                                                             | Pays                          | Plage de fréquences | Remarques |
| ------------------------------------------------------------------ | -------------------------------------------------------------------------------- | ----------------------------- | ------------------- | --- |
| Observatoire radio Algonquin                                       | Parc provincial Algonquin, Ontario                                               | Canada                        |                     | Antenne de 46 m opérée par Thoth Technology. |
| Allen Telescope Array                                              | Observatoire radio de Hat Creek, Hat Creek (en), Californie                      | États-Unis                    | 0,5 - 11,5 GHz      | Co-opéré par SRI International et l'Institut SETI. |
| Radiotélescope ARO de 12 m                                         | Observatoire de Kitt Peak, Tucson, Arizona                                       | États-Unis                    |                     | Anciennement opéré par le NRAO, maintenant par l'université de l'Arizona via l'Arizona Radio Observatory (ARO), partie de l'observatoire Steward. |
| C-BASS North                                                       | Owens Valley Radio Observatory, Big Pine, Californie                             | États-Unis                    | 4,5 - 5,5 GHz       | Antenne de 6,1 m couplée à un polarimètre. |
| Canadian Hydrogen Intensity Mapping Experiment (CHIME)             | Observatoire fédéral de radioastrophysique, Okanagan Falls, Colombie-Britannique | Canada                        | 400 - 800 MHz       | Constitué de cinq cylindres de 100 × 20 mètres. |
| Combined Array for Research in Millimeter-wave Astronomy (CARMA)   | Owens Valley Radio Observatory, Big Pine, Californie                             | États-Unis                    | 75 – 345 GHz        | Interféromètre composé de six antennes de 10 mètres de diamètre, 9 de six mètres et 8 de 3,5 mètres. Opéré conjointement par le Radio Astronomy Laboratory (en) de l'université de Californie à Berkeley, le California Institute of Technology, l'université du Maryland, l'université de l'Illinois à Urbana-Champaign et l'Université de Chicago. |
| Dominion Radio Astrophysical Observatory                           | Okanagan Falls, Colombie-Britannique                                             | Canada                        | 408 - 1 420 MHz     | Constitué de sept antennes paraboliques de 9 mètres dont trois peuvent se déplacer sur un rail de 600 mètres. |
| Five College Radio Astronomy Observatory (en) (FCRAO)              | Amherst, Massachusetts                                                           | États-Unis                    |                     | Opéré par l'université du Massachusetts à Amherst |
| Goldstone Radio Telescope                                          | Désert Mojave, Californie                                                        | États-Unis                    |                     | |
| Green Bank Interferometer (en) (GBI)                               | Green Bank, Virginie-Occidentale                                                 | États-Unis                    |                     | Constitué de trois antennes de 26 m opérées par le National Radio Astronomy Observatory. |
| Observatoire de Green Bank (GBT)                                   | Green Bank, Virginie-Occidentale                                                 | États-Unis                    |                     | Antenne de 100 m. |
| Green Bank 140 Foot Telescope (140)                                | Green Bank, Virginie-Occidentale                                                 | États-Unis                    |                     | Antenne de 43 m sur monture équatoriale. |
| Observatoire Haystack                                              | Westford, Massachusetts                                                          | États-Unis                    |                     | Constitué d'une antenne de 37 m et de 18 m ainsi que d'un radar de 9 m, de 46 m et de 26 m[réf. souhaitée]. Opéré par le Massachusetts Institute of Technology. |
| Heinrich Hertz Submillimeter Telescope Observatory (SMT)           | Mont Graham, Arizona                                                             | États-Unis                    |                     | Antenne de 10 m opérée par l'université de l'Arizona (Arizona Radio Observatory, partie de l'Observatoire Steward). |
| Grand télescope millimétrique (LMT)                                | Sierra Negra (Mexique), État de Puebla                                           | Mexique                       |                     | Antenne de 50 m. |
| Leuschner Observatory (en)                                         | Lafayette, Californie                                                            | États-Unis                    |                     | Antenne de 4,5 m, prototype de l'Allen Telescope Array. |
| Long Wavelength Array (LWA) (en)                                   | Socorro, Nouveau-Mexique                                                         | États-Unis                    | 10 - 88 MHz         | Une collaboration de l'université du Nouveau-Mexique et du Naval Research Laboratory. |
| Morehead State University 21 m                                     | Morehead, Kentucky                                                               | États-Unis                    |                     | Antenne de 21 m. |
| Paul Plishner Radio Astronomy and Space Sciences Center            | Haswell, Kiowa County, Colorado                                                  | États-Unis                    |                     | Antenne de 18 m en construction depuis 2010. Financé par la Deep Space Exploration Society du comté de Boulder, Colorado. |
| OVRO 40 meter Telescope (en)                                       | Owens Valley Radio Observatory, Big Pine, Californie                             | États-Unis                    | 15 GHz              | Opéré par le California Institute of Technology. |
| Peach Mountain Observatory (en)                                    | Ann Arbor, Michigan                                                              | États-Unis                    |                     | Antenne de 26 m. Construit en 1958, opéré par l'université du Michigan. |
| Pisgah Astronomical Research Institute (PARI)                      | Pisgah Astronomical Research Institute (en) (PARI), Rosman (Caroline du Nord)    | États-Unis                    |                     | Deux antennes de 26 m |
| Precision Array for Probing the Epoch of Reionization (en) (PAPER) | Green Bank, Virginie-Occidentale                                                 | États-Unis                    | 100 - 200 MHz       | Constitué de 32 antennes. |
| Solar monitor                                                      | Dominion Radio Astrophysical Observatory, Penticton, Colombie-Britannique        | Canada                        |                     | Constitué de deux antennes. |
| SRI International Antenna Facility                                 | Palo Alto, Californie                                                            | États-Unis                    |                     | Réflecteur parabolique de 45,7 m, propriété du Gouvernement fédéral des États-Unis et construit par SRI sur des terrains de l'université Stanford. |
| Synthesis Telescope                                                | Dominion Radio Astrophysical Observatory, Penticton, Colombie-Britannique        | Canada                        |                     | |
| Karl G. Jansky Very Large Array (VLA)                              | Socorro, Nouveau-Mexique                                                         | États-Unis                    |                     | Constitué de 27 antennes de 25 m. Constituante du NRAO. |
| Very Small Array (VSA)                                             | Cogan Station (Pennsylvanie) (en)                                                | États-Unis                    |                     | Constitué de 8 antennes. Partie du projet Argus. |
| Very Long Baseline Array (VLBA)                                    | Socorro, Nouveau-Mexique                                                         | États-Unis (quartier général) |                     | Constitué de 10 antennes de 25 m situées au Mauna Kea (Hawaï), dans la vallée de l'Owens, à Brewster (Washington), Kitt Peak (Arizona), Pie Town (Nouveau-Mexique), Los Alamos (Nouveau-Mexique), Fort Davis (Texas), North Liberty, Hancock (New Hampshire) et Sainte-Croix (Îles Vierges des États-Unis).                                          |

## Amérique du Sud
| Nom                                                          | Lieu                                                            | Pays      | Plage de fréquences | Remarques                                                                            |
| ------------------------------------------------------------ | --------------------------------------------------------------- | --------- | ------------------- | ------------------------------------------------------------------------------------ |
| Atacama B-Mode Search (en) (ABS)                             | Observatoire du Llano de Chajnantor, Désert d'Atacama           | Chili     | 127 – 163 GHz       | Coupole de 60 cm destinée à étudier le Fond diffus cosmologique.                     |
| Télescope cosmologique d'Atacama (ACT)                       | Observatoire du Llano de Chajnantor, Désert d'Atacama           | Chili     |                     | Coupole de 6 m située sur le Cerro Toco (en).                                        |
| Atacama Large Millimeter Array (ALMA)                        | Observatoire du Llano de Chajnantor, Désert d'Atacama           | Chili     |                     | 54 coupoles de 12 m de diamètre et douze coupoles de 7 mètres de diamètre.           |
| Atacama Pathfinder Experiment (APEX)                         | Observatoire du Llano de Chajnantor, Désert d'Atacama           | Chili     |                     | Coupole de 12 m située sur le plateau Chajnantor.                                    |
| Atacama Submillimeter Telescope Experiment (ASTE)            | Observatoire du Llano de Chajnantor, Désert d'Atacama           | Chili     |                     | Coupole de 10 m située à Pampa La Bola.                                              |
| Brazilian Decimetric Array (en) (BDA)                        | Cachoeira Paulista, São Paulo                                   | Brésil    | 1,2 - 6,0 GHz       | .                                                                                    |
| Cosmic Background Imager (CBI)                               | Observatoire du Llano de Chajnantor, Désert d'Atacama           | Chili     |                     | Treize coupoles de 1 m de diamètre situées sur le plateau Chajnantor. Fermé en 2008. |
| Estación de Espacio Lejano (es)                              | département de Loncopué, province de Neuquén                    | Argentine |                     | Télescope exploité par l'administration spatiale nationale chinoise                  |
| Itapetinga Radio Observatory (en)                            | Atibaia                                                         | Brésil    |                     | Coupole de 13,7 m opérée dans les bandes K et Q.                                     |
| NANTEN2 Observatory (en) (NANTEN2)                           | Observatoire du Llano de Chajnantor, Désert d'Atacama           | Chili     |                     | Coupole de 4 m située à Pampa La Bola.                                               |
| Northeastern Space Radio Observatory (en)                    | Eusébio                                                         | Brésil    |                     | Coupole de 14,2 m.                                                                   |
| POlarization Emission of Millimeter Activity at the Sun (en) | Complejo Astronomico El Leoncito (CASLEO), province de San Juan | Chili     | 45 et 90 GHz        |                                                                                      |
| Q/U Imaging Experiment (QUIET)                               | Observatoire du Llano de Chajnantor, désert d'Atacama           | Chili     |                     | Situé sur le plateau Chajnantor.                                                     |
| Solar Submillimeter Telescope (en) (SST)                     | Complejo Astronómico El Leoncito (CASLEO), Province de San Juan | Chili     | 212 GHz et 405 GHz  | Coupole de 1,5 m.                                                                    |
| Swedish-ESO Submillimetre Telescope (SEST)                   | Observatoire de La Silla, Désert d'Atacama                      | Chili     |                     | Coupole de 15 m. Fermé en 2003.                                                      |

## Antarctique
| Nom                        | Lieu                            | Plage de fréquences | Remarques                                                                                      |
| -------------------------- | ------------------------------- | ------------------- | ---------------------------------------------------------------------------------------------- |
| DASI (DASI)                | Base antarctique Amundsen-Scott | 26 – 36 GHz         | Interféromètre constitué de 13 éléments mesurant les anisotropies du fond diffus cosmologique. |
| South Pole Telescope (SPT) | Base antarctique Amundsen-Scott | 95 – 350 GHz        | Télescope micro-onde de 10 m utilisant l'Effet Sunyaev-Zel'dovich.                             |

## Asie
| Nom                                                    | Lieu                       | Pays        | Plage de fréquences | Remarques |
| ------------------------------------------------------ | -------------------------- | ----------- | ------------------- | --- |
| Delingha 13,7 m                                        | Delingha, Qinghai          | Chine       | 85 – 115 GHz        | Coupole de 13,7 m située à 3 200 m d'altitude. Opéré par l'Observatoire de la Montagne Pourpre. |
| FAST (Five hundred meter Aperture Spherical Telescope) | comté de Pingtang, Guizhou | Chine       | 0,3 - 5,1 GHz       | Coupole de 500 m. Mis en service le 25 septembre 2016 |
| Sheshan                                                | Shanghaï                   | Chine       | 1 660 MHz           | Coupole de 25 m. Opéré par le SHAO (Observatoire astronomique de Shanghaï) |
| Nanshan 25 m                                           | Ürümqi                     | Chine       | 1,4 – 18 GHz        | Récepteurs dans les bandes L/C/S/X. Situé à 70 km au sud d'Ürümqi. Opéré par le XAO (Xinjiang Astronomical Observatory (en)).                                                                             |
| Primeval Structure Telescope (PaST)                    | Xinjiang                   | Chine       | 50 - 200 MHz        | La construction a débuté en 2004. |
| Chinese Spectral Radio Heliograph (CSRH)               | Mongolie-Intérieure        | Chine       | 0,4 – 15 GHz        | Interféromètre qui, lorsque terminé, devrait être composé de 100 télescopes, dont 40 de 4,5 m couvrant des fréquences de 400 MHz à 2 GHz, et 60 télescopes de 2 m couvrant des fréquences de 2 à 15 GHz,. |
| Radiotélescope Miyun Synthesis (MSRT)                  | Miyun                      | Chine       | 232 MHz             | Constitué de 28 coupoles de 9 mètres. |
| Radiotélescope Miyun 50 m                              | Miyun                      | Chine       | 2 – 12 GHz          | Construit en 2005. |
| Radiotélescope Kunming 40 m                            | Kunming                    | Chine       | 2 – 12 GHz          | Construit en 2006. |
| Radiotélescope Sheshan 65 m                            | Shanghaï                   | Chine       |                     | Construit en 2012. |
| Radiotélescope Giant Metrewave (GMRT)                  | Pune                       | Inde        | 50 - 1 420 MHz      | Trente radiotélescopes. Opérés par le National Centre for Radio Astrophysics (en). |
| Radiotélescope Ooty (ORT)                              | Ooty                       | Inde        | 326,5 MHz           | Environ 530 m de long pour 30 m de large[réf. souhaitée]. |
| Gauribidanur Radio Observatory (en),                   | Gauribidanur (en)          | Inde        | 40 - 150 MHz        | Radiohéliographe opéré par l'Institut indien d'astrophysique. |
| Observatoire radio de Nobeyama                         | Préfecture de Nagano       | Japon       | 17 – 34 GHz         | Coupole de 45 m ainsi que six coupoles de 10 m de l'Observatoire radio de Nobeyama (NMA), tous opérés par l'Observatoire astronomique national du Japon (NAOJ).                                           |
| Radiotélescope Siberian Solar (SSRT)                   | Khamar-Daban, Irkoutsk     | Russie      | 5,7 GHz             | Radiotélescope constitué de deux aires de 128 × 128 antennes de 2,5 m de diamètre chacune, espacées de 4,9 mètres. Spécialisé dans l'observation du Soleil.                                               |
| Badary Radio Astronomical Observatory                  | Burytia                    | Russie      | 1,4 – 22 GHz        | Radiotélescope de 32 m |
| Radiotélescope Galenki RT-70 (en)                      | Galenki (Oussouriisk)      | Russie      | 5 – 300 GHz         | RT-70. |
| Radiotélescope Suffa RT-70                             | Plateau de Suffa           | Ouzbékistan | 5 – 300 GHz         | RT-70. |
| Radiotélescope de Qitai                                | Xian de Qitai, Xinjiang    | Chine       | 300 MHz – 117 GHz.  | Construction commencée en 2012. Sera opéré par le XAO (Xinjiang Astronomical Observatory (en)). |

## Australie
| Nom                                                  | Lieu                                                                | Plage de fréquences | Remarques |
| ---------------------------------------------------- | ------------------------------------------------------------------- | ------------------- | --- |
| Australian Square Kilometre Array Pathfinder (ASKAP) | Observatoire de radioastronomie de Murchison, Australie-Occidentale | 700 - 1 800 MHz     | ASKAP (Australian Square Kilometre Array Pathfinder), construit par le CSIRO. Constitué de 36 antennes de 12 mètres de diamètre ayant un champ de 30 degrés carrés à 1,4 GHz. |
| Australia Telescope Compact Array (ATCA)             | Observatoire Paul Wild , Narrabri, Nouvelle-Galles du Sud           | 0,3 – 110 GHz       | Six antennes de 22 m, opérées par le CSIRO comme étant une partie de l'Australia Telescope National Facility.                                                                 |
| Canberra Deep Space Communication Complex (CDSCC)    | Tidbinbilla (en), Territoire de la capitale australienne            |                     | Une antenne de 70 m et deux de 34 m opérées par le CSIRO au nom de la NASA.                                                                                                   |
| Ceduna Radio Observatory                             | Ceduna, Australie-Méridionale                                       | 1,2 – 23 GHz        | Une antenne de 30 m opérée par l'université de Tasmanie. |
| Observatoire de Molonglo (MOST)                      | Molonglo (près de Canberra, Territoire de la capitale australienne) | 600 - 1 200 MHz     | Opéré par la School of Physics de l'université de Sydney. |
| Radiotélescope Mopra                                 | Mopra Observatory, près de Coonabarabran, Nouvelle-Galles du Sud    | 0,3 – 100 GHz       | Antenne de 22 m opérée par la CSIRO (Australia Telescope National Facility).                                                                                                  |
| Radiotélescope de l'observatoire du Mont Pleasant    | Hobart, Tasmanie                                                    | 1,2 – 23 GHz        | Antenne de 26 m opérée par l'université de Tasmanie |
| Murchison Widefield Array (MWA)                      | Observatoire de radioastronomie de Murchison, Australie-Occidentale | 80 - 300 MHz        | |
| Radiotélescope de Parkes                             | Observatoire de Parkes, Nouvelle-Galles du Sud                      |                     | Antenne de 64 m, opérée par la CSIRO (Australia Telescope National Facility).                                                                                                 |

## Europe
| Nom | Lieu                                                                                             | Plage de fréquences | Remarques |
| --- | ------------------------------------------------------------------------------------------------ | ------------------- | --- |
| Radiotélescope d'Effelsberg                                                                                           | Bad Münstereifel-Effelsberg, près de Bonn, Allemagne                                             | 395 MHz et 95 GHz   | Coupole de 100 m opérée par l'Institut Max-Planck de radioastronomie. |
| Radiotélescope Ukrainian T-shaped, second modification (en) (UTR-2)                                                   | Grakovo, Kharkiv, Ukraine                                                                        | 8 – 40 MHz          | |
| Télescope Lovell | Observatoire de Jodrell Bank, Cheshire (comté), Angleterre                                       |                     | Coupole de 76 m. |
| Radiotélescope d'Eupatoria                                                                                            | Center for deep space communications, Eupatoria, Crimée, Russie                                  | 5–300 GHz           | RT-70, télescope de 70 m. |
| Observatoire spécial d'astrophysique                                                                                  | Zelenchukskaya, Russie                                                                           | 0,61–30 GHz         | Radiotélescope avec une coupole de 600 m[réf. souhaitée]. |
| TNA 1500 (en) | Kaliazine, Russie.                                                                               | 5,86 GHz            | Coupole de 64 m. |
| TNA 1500 (en) | Medvezhji Ozera (Bear Lakes), Chtchiolkovo, Russie                                               | 5,86 GHz            | Coupole de 64 m. |
| RT-22 | Pouchtchino, Russie                                                                              |                     | Quatre coupoles de 22 m, opéré par le Pushchino Radio Astronomy Observatory (en). |
| DKR-1000 | Pouchtchino, Russie                                                                              |                     | Constitué de deux cylindres de 1 km de long et de 40 m de large, l'un disposé E-O et l'autre N-S. Opéré par le Pushchino Radio Astronomy Observatory (en).                                                                                   |
| BSA | Pouchtchino, Russie                                                                              |                     | Opéré par le Pushchino Radio Astronomy Observatory (en) |
| Observatoire de radioastronomie Zelenchukskaya                                                                        | Karachaevo-Cherkessiya, Russie                                                                   | 1,4 – 22 GHz        | Radiotélescope de 32 m RT-32. |
| Svetloe Radio Astronomical Observatory                                                                                | Svetloe, Carélie, Russie                                                                         | 1,4 – 22 GHz        | Radiotélescope de 32 m RT-32 |
| Radiotélescope RT-7.5 (Bauman's)                                                                                      | Oblast de Moscou, Russie                                                                         |                     | Deux coupoles de 7,75 m de diamètre. |
| Yebes RT 40 m | Observatorio Astronómico Nacional (es), Yebes, Guadalajara, Espagne                              |                     | Coupole de 40 m. |
| Toruń RT4 32 m | Toruń Centre for Astronomy (en), Toruń, Pologne                                                  |                     | antenne parabolique RT4 (32 m) |
| RT-32 | Ventspils International Radio Astronomy Center, Irbene, Lettonie                                 |                     | Coupole de 32 m. |
| Radiotélescope Northern Cross (en)                                                                                    | Medicina Radio Observatory (en), Medicina, Bologne, Italie                                       | 408 MHz             | Interféromètre de 32 000 m2 |
| 32 m VLBI | Medicina Radio Observatory (en), Medicina, Bologne, Italie                                       | 1,4 – 43 GHz        | Coupole de 32 m |
| 32 m VLBI | Noto Radio Observatory (en), Noto (Italie), Italie                                               | 0,3 – 86 GHz        | Coupole de 32 m. |
| MERLIN (Multi-Element Radio Linked Interferometer Network)                                                            | Royaume-Uni                                                                                      |                     | Constitué d'une coupole de 32 m à l'Observatoire de radioastronomie Mullard, Darnhall, Defford, Tabley (en) et Knockin. Inclut également le télescope Lovell et Mark II de l'Observatoire de Jodrell Bank.                                   |
| EAARO - East Anglian Amateur Radio Observatory                                                                        | Cambridgeshire, Angleterre                                                                       | 0 – 11 GHz          | |
| TNA-400 | Center for deep space communications, Simferopol, Crimée, Ukraine                                |                     | TNA-400 (ru), télescope de 32 m |
| IRAM - 30 m | Pico Veleta, Grenade, Espagne                                                                    |                     | Coupole de 30 m opéré par l'Institut de radioastronomie millimétrique (IRAM). |
| Mark II | Observatoire de Jodrell Bank, Cheshire (comté), Angleterre                                       |                     | Coupole de 25 m. |
| Radiotélescope Stockert                                                                                               | Bad Münstereifel-Eschweiler, près de Bonn, Allemagne                                             |                     | Coupole de 25 m opéré par l'université rhénane Frédéric-Guillaume de Bonn et l'Institut Max-Planck de radioastronomie, fermé en 1993 et maintenant possédé par NRW-Stiftung, rouvert en 2010 et opéré par Förderverein Astropeiler Stockert. |
| Toruń RT3 15 m | Toruń Centre for Astronomy (en), Toruń, Pologne                                                  |                     | Coupole RT3 (15 m). |
| Radiotélescope Westerbork Synthesis Radio Telescope (WSRT)                                                            | Westerbork, Pays-Bas                                                                             |                     | 14 coupoles de 25 mètres réparties sur une zone de 2,8 km, opéré par ASTRON (en). |
| Télescope de 25 m | Observatoire spatial d'Onsala, Onsala, Suède                                                     |                     | Télescope de 25 m |
| Dwingeloo (CAMRAS) | Dwingeloo, Pays-Bas                                                                              |                     | Coupole de 25 m, anciennement opérée par ASTRON (en), maintenant par CAMRAS |
| Télescope de 22 m | Observatoire de Simeïz, Simeïz, Crimée, Ukraine                                                  |                     | Coupole de 22 m située sur le mont Koshka (Cat) à Katsiveli, près de Simeiz. Opéré par le département de radioastronomie du Crimean Astrophysical Observatory.                                                                               |
| Télescope de 20 m | Observatoire spatial d'Onsala, Onsala, Suède                                                     |                     | Télescope de 20 m |
| Pluton (en) | Center for deep space communications, Eupatoria, Crimée, Ukraine                                 |                     | 8 coupoles de 16 m. |
| RT-16 | Ventspils International Radio Astronomy Center (en), Irbene, Lettonie                            |                     | Coupole de 16 m. |
| KAIRA (en) | Kilpisjärvi, Enontekiö, Finlande                                                                 |                     | |
| Observatoire radio de Metsähovi                                                                                       | Kylmälä, Kirkkonummi, Finlande                                                                   | 2 – 150 GHz         | Coupole de 13,7 m. |
| Ryle Telescope (en)                                                                                                   | Observatoire de radioastronomie Mullard, Cambridge, Angleterre                                   |                     | Huit coupoles de 13 m, partie du Arcminute Microkelvin Imager (en). |
| Erciyes University Radio Observatory (en)                                                                             | Kayseri, Turquie                                                                                 |                     | Coupole de 12,8 m. |
| Radiotélescope Wurzburg v2.0 LAB/OASU (Observatoire de Bordeaux de l'Observatoire aquitain des sciences de l'univers) | Floirac (Gironde), France                                                                        | 1,4 - 1,7 GHz       | Coupole de 7,5 m. |
| European VLBI Network (EVN)                                                                                           | Réparti à travers l'Europe avec d'autres composantes en Chine, Afrique du Sud et aux États-Unis. |                     | Opéré par the European Consortium for VLBI. |
| Interféromètre du plateau de Bure                                                                                     | Plateau de Bure, Grenoble, France                                                                |                     | D'abord constitué de trois coupoles, puis six depuis 2005. |
| Northern Extended Millimeter Array                                                                                    | France                                                                                           |                     | Douze coupoles (devait être opérationnel en 2019). |
| Station de radioastronomie de Nançay (NRT)                                                                            | Nançay, France                                                                                   |                     | [ 41 ] |
| Nançay Decameter Array (DAM)                                                                                          | Nançay, France                                                                                   | 10 - 100 MHz        | [ 42 ] |
| Radiohéliographe de Nançay (NRH)                                                                                      | Nançay, France                                                                                   | 150 - 450 MHz       | [ 43 ] |
| ALLBIN(Amateur Linked Long Baseline Interferometer Network)                                                           | Allemagne                                                                                        |                     | Coordonné par The European Radio Astronomy Club (en). |
| LOFAR (LOw Frequency ARray)                                                                                           | Pays-Bas, Allemagne, Grande-Bretagne, France, Suède, Pologne                                     | 10 - 240 MHz        | Opéré par ASTRON (en) |
| Arcminute Microkelvin Imager (en)                                                                                     | Observatoire de radioastronomie Mullard, Cambridge, Angleterre                                   |                     | 10 coupoles de 3,7 m. |
| The European Radio Astronomy Club Telescope and Development Facility (Télescope ERAC)                                 | Mannheim, Allemagne                                                                              |                     | ,. |
| ERAC Phased Array | The European Radio Astronomy Club (en), Alsace, France                                           |                     | |
| ERAC Phased Array | The European Radio Astronomy Club (en), East Lothian, Écosse                                     |                     | |
| Radiotélescope de Sardaigne                                                                                           | San Basilio, Sardaigne                                                                           |                     | |
| ROT-54/2.6 | Aragats, Arménie, près de Erevan                                                                 | 1,5 – 300 GHz       | |
| Radio télescope de la Villette.                                                                                       | Cité des Sciences et de l'Industrie. Paris, France                                               | 1420 MHz            | Antenne de 10 m gérée par l'association Dimension Parabole. http://radiotelescope-lavillette.fr |

## Océan Atlantique
| Nom                      | Lieu                                          | Plage de fréquences | Remarques                                     |
| ------------------------ | --------------------------------------------- | ------------------- | --------------------------------------------- |
| Very Small Array (VSA)   | Observatoire du Teide, Îles Canaries, Espagne |                     | 14 coupoles dirigées à partir du Royaume-Uni. |
| Radiotélescope d'Arecibo | Arecibo, Porto Rico                           |                     | 305 m.                                        |

## Océan Indien
| Nom                            | Lieu           | Plage de fréquences | Remarques |
| ------------------------------ | -------------- | ------------------- | --------- |
| Mauritius Radio Telescope (en) | Maurice (pays) |                     |           |

## Océan Pacifique
| Nom                               | Lieu                                                           | Plage de fréquences | Remarques |
| --------------------------------- | -------------------------------------------------------------- | ------------------- | --- |
| Caltech Submillimeter Observatory | Observatoires du Mauna Kea, Hawaii, États-Unis                 |                     | Coupole de 10,4 m. |
| James Clerk Maxwell Telescope     | Observatoires du Mauna Kea, Hawaï, États-Unis                  |                     | Coupole de 15 m opérée par le Joint Astronomy Centre (en).                                                                                    |
| Submillimeter Array (SMA)         | Observatoires du Mauna Kea, Hawaii, États-Unis                 |                     | Opéré conjointement par le Smithsonian Astrophysical Observatory et l'Academia Sinica Institute of Astronomy and Astrophysics (en) de Taïwan. |
| Radiotélescope Warkworth (en)     | Warkworth Radio Observatory (en), Warkworth (Nouvelle-Zélande) |                     | Coupole de 12 m opérée par l'IRASR, AUT University.                                                                                           |
| Warkworth 2 dish (en)             | Warkworth Radio Observatory (en), Warkworth (Nouvelle-Zélande) |                     | Coupole de 30 m opérée par l'IRASR, AUT University                                                                                            |

## Dans l'espace
| Nom | Lieu | Plage de fréquences | Remarques                                                                                 |
| --- | ---- | ------------------- | ----------------------------------------------------------------------------------------- |
| Highly Advanced Laboratory for Communications and Astronomy (Highly Advanced Laboratory for Communications and Astronomy) |      |                     | En orbite terrestre avec un apside de 21 400 km et un argument du périastre de 560 km.    |
| Zond 3 |      |                     |                                                                                           |
| RadioAstron |      |                     | Coupole de 10 mètres avec une orbite fortement elliptique. Lancé en 2011[réf. souhaitée]. |

## En construction ou planifié
| Nom                                            | Lieu                                                              | Plage de fréquences | Remarques                                        |
| ---------------------------------------------- | ----------------------------------------------------------------- | ------------------- | ------------------------------------------------ |
| EAARO - East Anglian Amateur Radio Observatory | Cambridgeshire, Angleterre                                        | 0 – 11 GHz          |                                                  |
| Large Latin American Millimeter Array (LLAMA)  | Alto Chorrillos, near San Antonio de los Cobres, Salta, Argentine | 45 – 900 GHz        | Coupole de 12 m, VLBI (ouverture prévue en 2017) |
| Radiotélescope Qitai 110 m (QTT)               | Xinjiang, Chine                                                   | 0,3 – 117 GHz       | [ 48 ]                                           |

## En projet
| Nom                                  | Lieu                      | Plage de fréquences | Remarques        |
| ------------------------------------ | ------------------------- | ------------------- | ---------------- |
| 30 m Sub-Millimeter Telescope (TSMT) | Chine                     |                     | Coupole de 30 m. |
| LOFAR Super Station (LSS)            | Nançay, France            | 10 - 80 MHz         |                  |
| Square Kilometre Array (SKA)         | Australie, Afrique du Sud | 0,05 – 30 GHz       |                  |